# Кобра капелла
«Кобра капелла» (Женщина-змея) (1917) — немой художественный фильм Владимира Касьянова, сюжет заимствован из одноимённого бульварного романа первой в России женщины - профессионального фантаста В. И. Крыжановской-Рочестер. Метраж и выпуск фильма на экран неизвестен. «Киножурнал» в №№ 11-16, 17-24 за 1917 год сообщал, что фильм «закончен постановкой» и готовится к выпуску. Фильм сохранился без титров. Несмотря на то, что фильм сохранился полностью, но в нём отсутствуют титры, а также из-за отсутствия описания фильма в дореволюционной периодике, сюжет фильма, по мнению исследователя В. Семерчука, установить невозможно. По мнению критики тех лет, «очень красивая картина».